# Palliduphantes palmensis
Palliduphantes palmensis är en spindelart som först beskrevs av Jörg Wunderlich 1992.  Palliduphantes palmensis ingår i släktet Palliduphantes och familjen täckvävarspindlar.
Artens utbredningsområde är Kanarieöarna. Inga underarter finns listade i Catalogue of Life.